# Wanted: A Leading Lady
Wanted: A Leading Lady er en amerikansk stumfilm fra 1915 af Al Christie.

## Medvirkende
- Eddie Lyons som Eddie
- Lee Moran som Lee
- Betty Compson
- George B. French
- Gus Alexander som Gus